# تصدی قانون: عدالت بدون دولت
«تصدی قانون: عدالت بدون دولت» کتابی از سال ۱۹۹۰ توسط بروس ال. بنسون است که در آن، فرضیات خوانندگان را در مورد ماهیت سیستم عدالت قانونی به چالش می‌کشد. بنسون از «تئوری اقتصادی برای مقایسه مؤسسات و مشوق‌هایی که در سیاست‌های عمومی و عملکرد خصوصی تأثیر می‌گذارد در تهیه قانون و اجرای آن استفاده می‌کند».
بنسون دربارهٔ مباحث زیادی بحث می‌کند و خلاصه ای جامع از هر یک را انجام می‌دهد. این کتاب شامل ۵ قسمت و ۱۴ فصل است.